# Willie Jones (zanger)
Willie Cornelius Jones (Detroit, 1936) is een Amerikaanse r&b-zanger en songwriter.

## Biografie
Reeds als tiener zong Willie Jones in een koor, omstreeks 1950 dan in de zanggroep The Five Willows. In 1954 kwam hij bij The Royal Jokers, waarmee hij onder andere hun hit You Tickle Me Baby (1955) opnam.
Na het overlijden van hun manager Al Green doorliepen The Royal Jokers een moeilijke periode met diverse mutaties. Ook Jones verliet de groep en begon een solocarrière. In 1959 verscheen zijn eerste single Fast Choo Choo. In totaal bracht Jones vier solosingles uit bij verschillende labels, die allen slechts regionaal succesvol waren. Zijn bekendste nummer was Where's My Money uit 1962.
In 1963 keerde Jones terug bij The Royal Jokers en namen ze hun eerste hit You Tickle Me Baby opnieuw op. In 1966 was Love Game (From A to Z) een hit in Detroit, maar kreeg echter weinig aandacht. Wederom verliet Jones de groep om zich bij de groep The 21st te voegen.
In 1966 trad Willie Jones nog een keer op met de overgebleven Royal Jokers. In 2009 verscheen bij Cat King Cole de compilatie The Royal Jokers Featuring Willie Jones: Complete Work. 

## Discografie
De opnamen met de The Royal Jokers zijn in het overeenkomstige artikel vermeld
- 1959: Fast Choo Choo / Something Happened To My Heart (Metro)
- 1960: Mary / Somewhere (Bigtop)
- 1962: Where's My Money / Don't Leave Me (Mr. Peacock)
- 1963: I Need Love / Coming Back To You (Storm)